# Eclissi solare del 30 aprile 2022
L'eclissi solare del 30 aprile 2022 è un evento astronomico che ha avuto luogo il suddetto giorno attorno alle ore 20.42 UTC.